# Loimaa
Loimaa es una ciudad rural finlandesa, situada en la región de Finlandia Propia. Tiene una población de 16 849 habitantes y un área de 851,93 km², de los cuales 3,96 km² es agua.
La ciudad se fundó en 1921 y adquirió los derechos de ciudad en 1969. La geografía de la ciudad es mayoritariamente de llanuras y de campos.